# 1819 a tudományban
Az 1819. év a tudományban és a technikában.

## Események
- július 16. – elindul az orosz antarktiszi expedíció, mely James Cook után másodszor hajózta körül az Antarktiszt.

## Születések
- január 3. – Charles Piazzi Smyth skót csillagász († 1900)
- június 5. – John Couch Adams angol matematikus, csillagász († 1892)
- július 10. – Pieter Bleeker holland orvos és ichthiológus, akit Kelet-Ázsia halfajairól írt tanulmánya tett ismertté († 1878)
- augusztus 19. – William Thomas Green Morton amerikai fogorvos, az érzéstelenítő belégzés felfedezője és ismertetője, voltaképpen az első aneszteziológus († 1868)
- szeptember 18. – Léon Foucault francia fizikus. Leginkább a róla elnevezett ingáról híres, melynek segítségével a Föld tengely körüli forgása kimutatható volt († 1868)
- szeptember 23. – Hippolyte Fizeau (Armand Hippolyte Louis Fizeau) francia fizikus, csillagász. „Elsőként tudta valóban pontos, földi, laboratóriumi méréssel meghatározni a fény sebességét.”[1] († 1896)
- november 9. – Annibale de Gasparis olasz csillagász  († 1892)

## Halálozások
- február 13. – Nagyváthy János, az első magyar nyelvű rendszeres mezőgazdasági munka szerzője (* 1755)
- július 20. – John Playfair skót tudós, az Edinburgh-i Egyetem matematika-, majd természetfilozófia professzora (* 1748)
- augusztus 25. – James Watt skót feltaláló és mérnök, aki a gőzgép fejlesztésével lényegesen hozzájárult az ipari forradalomhoz (* 1736)